# یواس‌اس کانن (پی‌جی-۹۰)

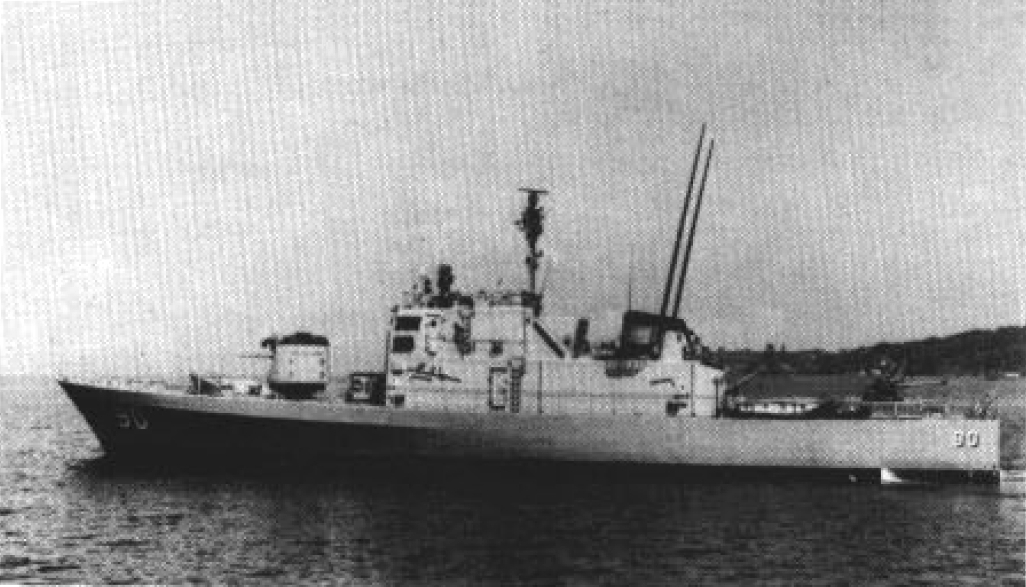
یواس‌اس کانن (پی‌جی-۹۰)

یواس‌اس کانن (پی‌جی-۹۰) (به انگلیسی: USS Canon (PG-90)) یک کشتی بود که طول آن 164 ft 6 in بود. این کشتی در سال ۱۹۶۷ ساخته شد.